# Autoroute A 557
Die Autoroute A 557 ist eine französische Autobahn die die A 7 und die A 55 im Stadtgebiet von Marseille verbindet. Ihre Länge beträgt 1,5 km. Die Autobahn wurde am 8. Mai 1974 eröffnet.

## Streckenführung
| Position | Anzahl Fahrbahnen | höchste zulässige Geschwindigkeit | km  | Typ                  | Abschnitt                       | Breitengrad | Längengrad |
| -------- | ----------------- | --------------------------------- | --- | -------------------- | ------------------------------- | ----------- | ---------- |
| 1        | 1 (2)             | 50                                |     | Beginn der Autobahn  | Bifurcation de Plombières - A7' | 43.3223     | 5.3780     |
| 2        | 1 (2)             | 50                                | 0.5 | Teil-Anschlussstelle | Arenc                           | 43.3200     | 5.3713     |
| 3        | 1 (2)             | 50                                | 1   | Section en viaduc    | Viaduc d'Arenc'                 | 43.3196     | 5.3699     |
| 4        | 1 (2)             | 50                                | 2   | Ende der Autobahn    | A55                             | 43.3152     | 5.3652     |